# 무어양털여우원숭이
무어양털여우원숭이(Avahi mooreorum)는 인드리과에 속하는 영장류의 일종이다. 마다가스카르가 원산지인 양털여우원숭이다. 브라운 그레이 색의 털과 붉은 빛을 띤 꼬리를 지니고 있다. 샌프란시스코의 고든베티무어재단의 이름을 따 명명되었다.